# Eumenes antennatus
Eumenes antennatus är en stekelart som beskrevs av Charles Thomas Bingham 1898. Eumenes antennatus ingår i släktet krukmakargetingar, och familjen Eumenidae. Inga underarter finns listade i Catalogue of Life.